# Vinruteväxter
Vinruteväxter (Rutaceae) är en växtfamilj med buskar och små träd samt några örter. Det finns omkring 2 000 arter uppdelade i cirka 160 släkten. Blommorna doftar ofta starkt. Bladen är motsatta eller spiralställda och stipellösa. Det ekonomiskt mest betydande släktet är citrusar där bland annat apelsin, citron, lime och grapefrukt ingår. Några arter i bland annat vinrutesläktet används eller har använts som medicinalväxter, framför allt för att de innehåller oljor.
Vinruteväxterna är hemmahörande i tempererade, subtropiska och tropiska områden. Släktet Citrus utvecklade till exempel många arter i Australien. Det finns inga vildväxande svenska vinruteväxter.
Familjens släkten fördelas ofta på tre underfamiljer.
- Aurantioideae, 26 släkten
- Cneoroideae, 7 släkten
- Rutoideae, 122 släkten

Det vetenskapliga namnet för typsläktet Ruta är det latinska ordet för arten vinruta.